# Lóculo
Un lóculo («pequeño lugar» en latín) es una pequeña cavidad o compartimento dentro de un órgano o parte de un organismo (animales, plantas, o de hongos).
En las angiospermas (plantas con flores), el término lóculo generalmente se refiere a una cámara dentro de un ovario (gineceo o carpelo) de las flores y las frutas. Dependiendo del número de lóculos en el ovario, las frutas pueden clasificarse en uni-loculares (uniloculares), bi-loculares, tri-loculares o multi-loculares. El número de lóbulos presentes en un gineceo puede ser igual o menor que el número de carpelos. Los lóculos contienen los óvulos o semillas.
El término también puede referirse a cámaras dentro de estambres que contienen polen.
En los hongos Ascomycota, los lóculos son cámaras dentro del himenio en el que se desarrolla la peritecia.